# Helene Weigel

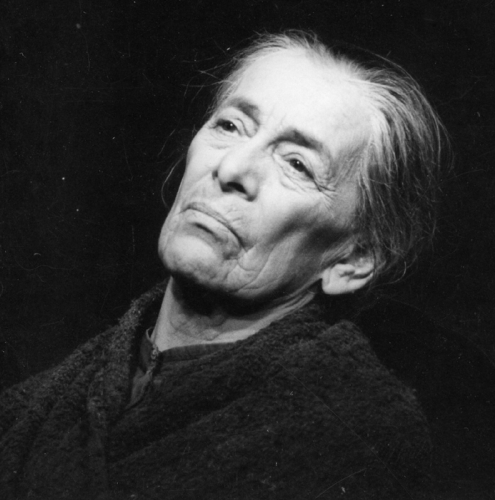
Helene Weigel als „Mutter“ in Bertolt Brechts gleichnamigem Schauspiel; Berliner Ensemble,
Foto: Abraham Pisarek, Deutsche Fotothek, 1967

Helene Weigel (eigentl. Weigl, * 12. Mai 1900 in Wien, Österreich-Ungarn; † 6. Mai 1971 in Ost-Berlin) war eine österreichisch-deutsche Schauspielerin und Intendantin des Berliner Ensembles. Ihre Bedeutung für das Gegenwartstheater geht auf ihr ungewöhnliches schauspielerisches Talent und die später daraus entwickelten Darstellungstechniken für das epische Theater Bertolt Brechts zurück. Ihr leises erzählendes Spiel mit reduzierter Gestik war in der Weimarer Republik auch ein Gegenentwurf zur lautstarken NS-Propaganda. Als weitere große Leistungen gelten Aufbau und Erhalt des Berliner Ensembles mit dem eigenen Haus „Theater am Schiffbauerdamm“, der Schutz von Brechts Werk vor Zensur, die umfangreiche Dokumentation von Brechts Arbeit sowie die in Zusammenarbeit mit dem westdeutschen Suhrkamp-Verlag betriebene Gesamtausgabe.
Ihre enge familiäre und berufliche Verbindung mit Brecht konfrontierte sie mit immer neuen Liebschaften und Liebeskatastrophen ihres Ehemannes. Vor diesem Hintergrund wurde Brechts Verhältnis zu den Frauen zum Teil heftig kritisiert. Anders als das französische Intellektuellenpaar der Zeit, Simone de Beauvoir und Jean-Paul Sartre, setzte Helene Weigel auf Diskretion und stellte ihre Probleme an der Seite Brechts meist in den Hintergrund.
Auch zur politischen Haltung von Weigel gegenüber Stalinismus und DDR-Politik fehlen Dokumente, die klar ihre Position belegen. So schwanken die Interpretationen ihres politischen Verhaltens auch zwischen der Zuschreibung einer unkritischen Haltung gegenüber der kommunistischen Politik und ihren Opfern und der Interpretation ihrer Aktionen als geniale Taktik, Brechts Interessen gegenüber der DDR-Kulturpolitik durchzusetzen. Sicher belegt ist ihr starkes soziales Engagement und Eintreten für Gruppen ohne etablierte Interessenvertretung.

## Leben

### Kindheit und Schule
Helenes Vater Siegfried Weigl war zunächst Korrespondent, dann (bis 1938) Prokurist des Textilunternehmens „Hermann Pollack’s Söhne“, ihre Mutter Leopoldine Weigl, geborene Pollak, (unter ledigem Namen) Inhaberin einer Spielwarenhandlung (Schottenring 5, Wien-Innere Stadt). Beide stammten aus jüdischen Familien und waren vor Helenes Geburt aus Mähren nach Wien gezogen, wo sie im April 1893 ihre Verlobung anzeigten. Helenes Familie wohnte zunächst in der Heßgasse 7, Wien-Innere Stadt, ab 1913 in der Berggasse 30, Wien-Alsergrund, einem jüdisch geprägten Umfeld, in dem im Haus Nr. 19 Sigmund Freud praktizierte. Einen starken Einfluss auf Helene Weigel hatte das Realgymnasium der österreichischen Reformpädagogin Eugenie Schwarzwald. Als Mädchenrealgymnasium bot es die erste Möglichkeit für Frauen in Österreich, die Matura zu machen. Die dort vermittelte Mischung aus hausfraulicher Fachkenntnis und emanzipatorischen Gedanken sind – folgt man etwa Sabine Kebirs Weigel-Biographie – auch Grundlage von Helene Weigels Toleranz für Brechts immer neue Frauenaffären. In Eugenie Schwarzwalds Schule sei Helene Weigel in einer „beginnenden Bewegung sexueller Liberalisierung“ aufgewachsen.

### Wege zum Theater
Nach der Schauspielausbildung in Wien ging sie 1919 nach Frankfurt am Main und 1922 nach Berlin. Hier studierte sie Dramaturgie bei Max Reinhardt, trat an der Volksbühne und am Deutschen Theater auf, wo sie ihren Ruhm begründete. Über ein Jahrzehnt lang spielte sie große Rollen in großen Dramen, u. a. Meroe in Kleists Penthesilea, Marie in Büchners Woyzeck, Pauline Piperkarcka in Hauptmanns Die Ratten, Lucinde in Molières Arzt wider Willen. Auch Werke von Sophokles, Shakespeare, Nestroy, Ibsen, Georg Kaiser und Ernst Toller gehörten zu ihrem Repertoire.

### Begegnung und Heirat mit Brecht
1923 lernte sie Bertolt Brecht kennen. Ihr gemeinsamer Sohn Stefan wurde am 3. November 1924 geboren. Am 10. April 1929, nachdem Brecht sich von seiner ersten Ehefrau, der Opernsängerin Marianne Zoff, hatte scheiden lassen, heirateten sie. Am 28. Oktober 1930 kam die Tochter Barbara zur Welt. In den Berliner Adressbüchern 1925 bis 1933 sind Bert Brecht und Helene Weigel aufgenommen. Helene Weigel ist für 1925 als Schauspielerin eingetragen, sie hatte ihre Wohnung in Wilmersdorf im Eckhaus Babelsberger Straße 52 mit der Berliner Straße 163/164. Ab 1930 ist die Schauspielerin unter Helene Weigel-Brecht eingetragen. Noch im Adressbuch 1932 ist sie für die Babelsberger Straße 52 aufgenommen und war wohl zu Bert Brecht in die Hardenbergstraße gezogen. Bert Brecht wohnte ab 1927 als Schriftsteller zunächst in der Spichernstraße 16, ab 1929 in der Hardenbergstraße 1a, wobei die Berufsbezeichnung Dichter lautete. Unter dieser Adresse war er bis 1932 in Berlin gemeldet. 1933 emigrierten beide aus Berlin und später in die USA.
Die Frauengestalten im Werk des Dichters sind von Weigel beeinflusst, viele hat sie verkörpert und geprägt. In der Uraufführung des Stückes Die Mutter spielte sie 1932 ebenso die Titelrolle wie in Brechts Die Gewehre der Frau Carrar fünf Jahre später in Paris.

### Exil
Die Brechts lebten nach der Machtergreifung Hitlers 1933 in der Emigration, während welcher Weigel trotz großer Bemühungen keine Möglichkeit fand, als Schauspielerin zu arbeiten. Die Rolle der stummen Kattrin in Mutter Courage und ihre Kinder hatte Brecht für sie geschrieben, damit sie, wo auch immer, ohne Sprachschwierigkeiten auftreten könne. 1938 spielte Helene Weigel das erste und letzte Mal auf einer dänischen Bühne, die Carrar in einer Inszenierung mit Laienspielern aus der deutschen Emigrantenkolonie. Die Emigration führte sie weiter über Schweden und Finnland in die USA. „Helli“, wie sie von allen genannt wurde, wechselte für fünfzehn Jahre in die Rolle einer „Nur“-Ehefrau und „Nur“-Mutter. Brecht hatte für den Regisseur Fritz Lang für dessen Widerstandsdrama Auch Henker sterben gemeinsam mit John Wexley das Drehbuch geschrieben und Helene Weigel war zuerst mit einer Nebenrolle als Gemüsefrau bedacht worden, doch Lang besetzte diese im letzten Augenblick um, da er alle tschechischen Figuren nur von englischen Muttersprachlern besetzt haben wollte, um dann alle Nazis von deutschen Schauspielern spielen zu lassen. Dies war das Ende der Freundschaft zwischen Lang und Brecht, beide sahen sich nicht mehr wieder. Weigels einzige Arbeit als Schauspielerin in einem Hollywood-Film war eine stumme Rolle in Das siebte Kreuz.

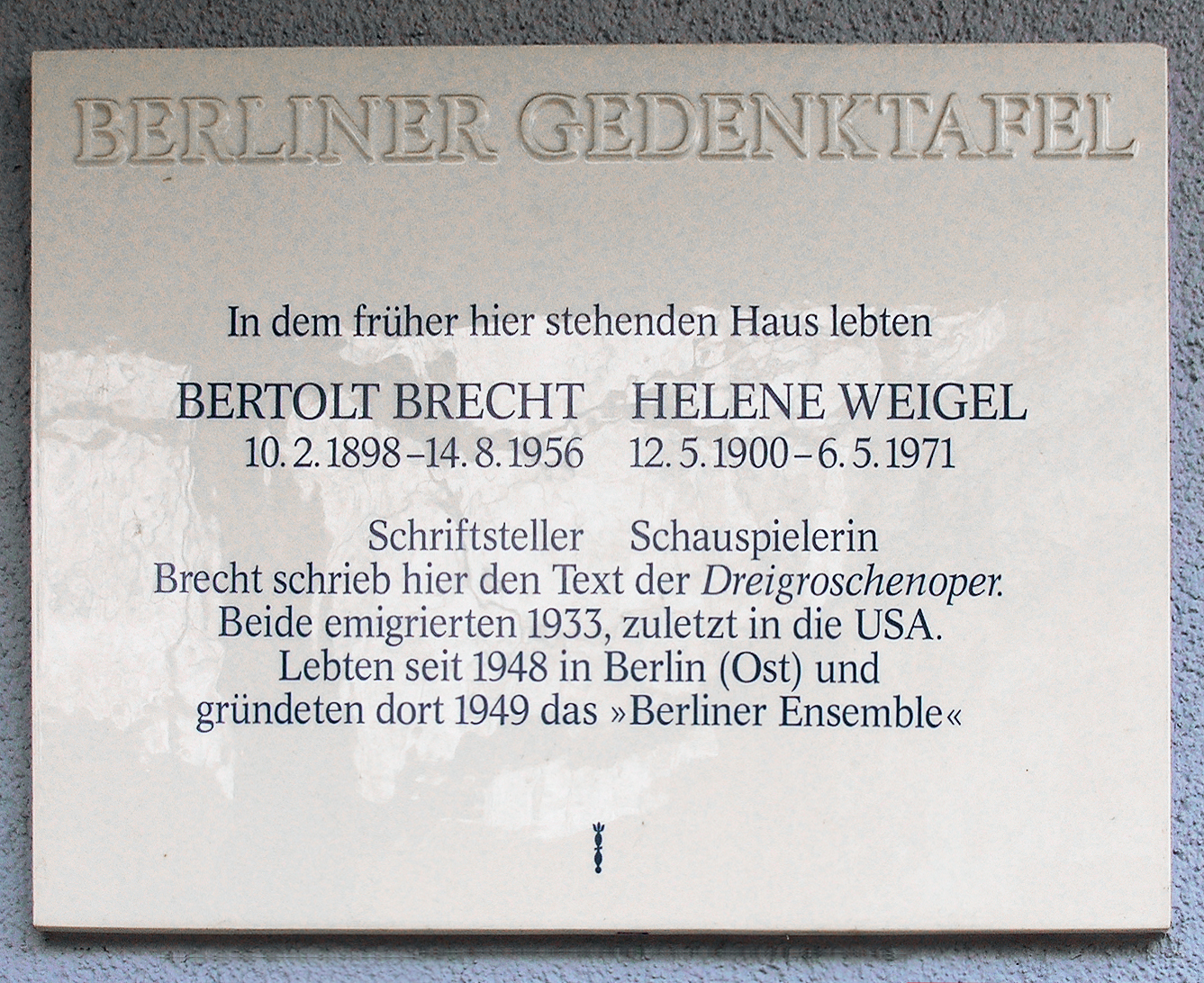
Berliner Gedenktafel am Haus Spichernstraße 16, in Berlin-Wilmersdorf

### Rückkehr aus dem Exil und erste Jahre in Berlin

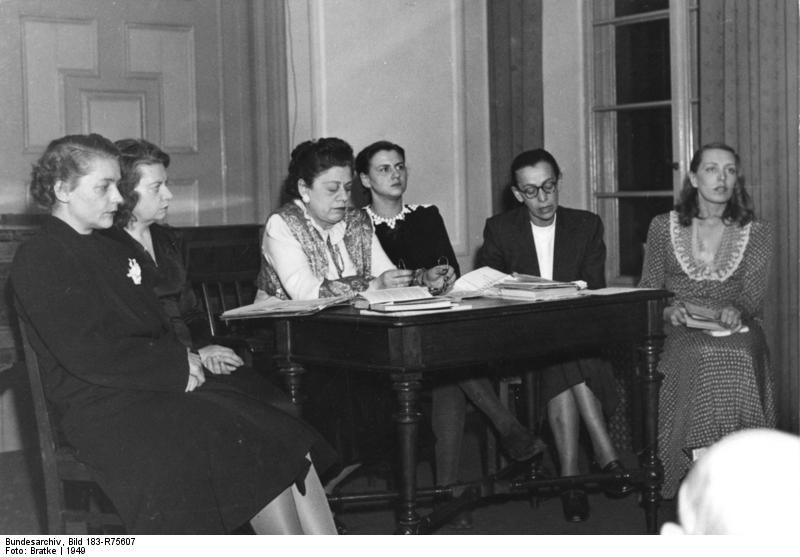
Von links nach rechts: Inge von Wangenheim, Mary Schneider-Braillard, Annemarie Hasse, Angelika Hurwicz, Helene Weigel und Else Reuß (1949)

Nach der Rückkehr aus den USA spielte Helene Weigel 1948 die Titelrolle in der Uraufführung von Brechts Die Antigone des Sophokles am Stadttheater Chur in der Schweiz. Ihr Auftritt in der Rolle der Antigone war auch ein Test nach der langen schauspielerischen Abstinenz Weigels. Wie für andere Glanzrollen war Weigel für die Antigone mit 47 eigentlich schon zu alt, der Darsteller ihres Geliebten war 20 Jahre jünger. Helene Weigel erinnert sich: „Das war ja auch eine unmögliche Sache, eine 47jährige Antigone. Der Hämon war 20 Jahre jünger und nicht viel älter war Gaugler, der den Kreon spielte.“ Es waren „alle, und ich besonders, so stark geschminkt, daß jedenfalls die Masken die Altersunterschiede vollkommen beseitigt haben, […] Das Experiment ging für mich gut aus. Wir entdeckten, dass es auf der Bühne noch geht.“ Sabine Kebir interpretiert die positive Aufnahme der Antigone durch die Kritik vor allem als Verdienst Weigels und verweist weiterhin auf Kontroversen zwischen Brecht und Weigel: Brecht habe das Spiel Weigels als zu emotional scharf kritisiert. Dennoch habe er ihre Bedeutung für den Erfolg anerkannt.

### Aufbau des Berliner Ensembles

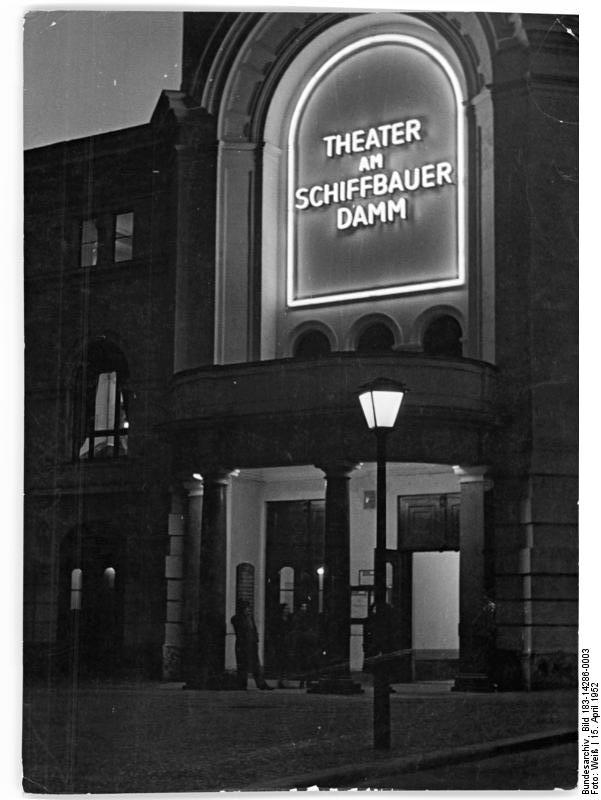
Nachtaufnahme des Theaters am Schiffbauerdamm 1952

Im selben Jahr gingen Brecht und Weigel nach Ost-Berlin, wo mit der Premiere von Mutter Courage und ihre Kinder am Deutschen Theater eine neue Theaterära begann. Am 16. Februar 1949 wurde Helene Weigel Intendantin des neu gegründeten Berliner Ensembles am Deutschen Theater. Brecht reiste nach der Vereinbarung mit Magistrat und SED sofort in die Schweiz und nach Österreich, um Theaterleute wie Caspar Neher, Teo Otto, Therese Giehse und Leonhard Steckel für das Berliner Ensemble zu gewinnen und um sich um seinen österreichischen Pass zu bemühen. Im April 1950 wurde Weigel und Brecht die österreichische Staatsbürgerschaft gewährt. 1952 kauften Weigel und Brecht ein Sommerhaus in Buckow, das unter dem Namen Brecht-Weigel-Haus als Museum und Erinnerungsort an das Künstlerpaar dient.
Bis 1954 musste Weigel die Situation meistern, trotz einiger Selbständigkeit mit dem Gastgeber Wolfgang Langhoff, dem Leiter des Deutschen Theaters, immer neue Kompromisse zu schließen. Dabei spielten Vertragsdetails, Raumnot und Terminfestlegungen eine große Rolle. Petra Stuber zeigt anhand von Auszügen aus der Korrespondenz Weigels und anderen Archivalien, wie sie mit Komplimenten, Hartnäckigkeit und geschickten Auftritten in Kommissionen und Verhandlungen immer wieder die Interessen des BE durchsetzen konnte, bis zuletzt, als sie nach der Trennung vom Deutschen Theater die Proberäume an der Reinhardstraße ‚mitnehmen‘ konnte.
Mit Brecht gemeinsam führte sie das Theater zu Weltruf, der 1954 mit einem Gastspiel in Paris begann: Für die drei Vorstellungen der Mutter Courage im Théâtre Sarah Bernhardt erhielt das Ensemble den 1. Preis des „Theaterfestivals der Nationen“.
1950 war Helene Weigel Gründungsmitglied der Deutschen Akademie der Künste in Ost-Berlin, für die SED trat sie 1954 als Kandidatin für die Wahlen zum Berliner Abgeordnetenhaus an, dreimal wurde sie mit dem Nationalpreis der DDR ausgezeichnet. 1956 starb ihr Mann Bertolt Brecht.

### Nach Brechts Tod
Manfred Wekwerth, 1951 von Brecht als Assistent engagiert, wurde von Helene Weigel nach Brechts Tod zum Chefregisseur aufgebaut. Er berichtet über eine große Arroganz am BE, über heftige Konkurrenz zwischen den Regisseuren und über Konflikte mit Weigel. In einem Gespräch mit Olga Fedianina berichtet Wekwerth, dass Helene Weigel schon zu Brechts Lebenszeit Spielplan und Theaterorganisation regelte, „Brecht hat sich fast nicht eingemischt.“ Ohne sie hätte Brecht nach Einschätzung Wekwerths die Idee eines eigenen Theaters nicht durchsetzen können.

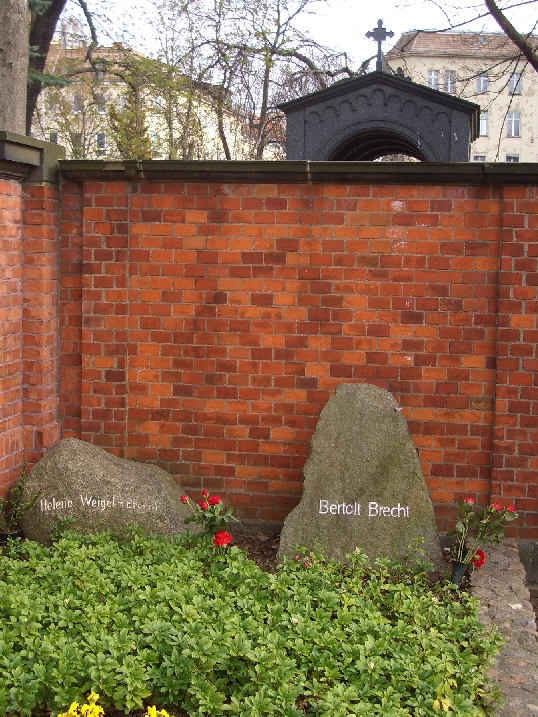
Die Ehrengräber von Helene Weigel und Bertolt Brecht auf dem Dorotheenstädtischen Friedhof in Berlin-Mitte

1960 wurde sie zur Professorin ernannt und 1965 mit dem Vaterländischen Verdienstorden in Gold ausgezeichnet. Der Einmarsch der Warschauer-Pakt-Staaten in die Tschechoslowakei 1968 ließ sie an der DDR verzweifeln. Ihren letzten Auftritt, in ihrer Paraderolle als Die Mutter im gleichnamigen Stück, hatte Weigel vier Wochen vor ihrem Tod am 4. April 1971 in Nanterre im Rahmen einer Gastspielreise durch Pariser Vorstädte.
Helene Weigel starb nach schwerer Krankheit am 6. Mai 1971 in Ost-Berlin. Die Trauerfeier fand am 12. Mai 1971, an dem Weigel ihren 71. Geburtstag gefeiert hätte, im Haus des Berliner Ensembles statt. Unter anderen sprachen Alexander Abusch, Ernst Busch und Wolfgang Heinz Worte des Gedenkens. Anschließend wurde Weigel auf dem Dorotheenstädtischen Friedhof an der Seite ihres Gatten Bertolt Brecht beigesetzt.
Auf Beschluss des Berliner Senats ist die letzte Ruhestätte von Helene Weigel (Grablage: CAM-1-26/27) seit 1997 als Ehrengrab des Landes Berlin gewidmet. Die Widmung wurde im Jahr 2021 um die übliche Frist von zwanzig Jahren verlängert.
Das Berliner Ensemble feiert 2025 anlässlich ihres 125. Geburtstages das Helene-Weigel-Jahr. Der Innenhof des Berliner Ensemble wurde im Januar 2025 in Helene-Weigel-Hof umbenannt.

## Theatergeschichtliche Bedeutung
Brecht hat die Arbeit Weigels in Gedichten und Texten immer wieder charakterisiert. 1952 beschreibt er unter dem Titel „Die Requisiten der Weigel“ ihre präzise Sorgfalt bei der Auswahl von Requisiten:
Wie […]

Der Dichter die treffenden Wörter, so

Sucht sie die Dinge aus, die ihre Gestalten

Über die Bühne begleiten. […]

[…] alles

Ausgesucht nach Alter, Zweck und Schönheit

Mit den Augen der Wissenden

Und den Händen der brotbackenden, netzestrickenden

Suppenkochenden Kennerin

Der Wirklichkeit.
Als wesentlichen Beitrag Helene Weigels für die europäische Bühne sieht Sabine Kebir die Adaption exakter, asiatischer Körpersprache für das deutsche Theater, deren Präzision im Ausland Stücke ohne Textverständnis verständlich machte, und ihre Entwicklung von darstellerischen Lösungen für das Epische Theater Brechts.
Manfred Wekwerth sieht kein eigenes, von Brecht abgegrenztes Theaterkonzept Weigels:

„Weigel hatte auch keine Ambitionen, eine eigene Theaterästhetik oder eine eigene Spielweise zu entwickeln. Sie war von Brecht geprägt, und was Sie von ihr als Schauspielerin sehen, ist von Brecht bis in die Fingerspitzen gearbeitet – natürlich mit ihr zusammen.“

### Helene Weigel als Schauspielerin

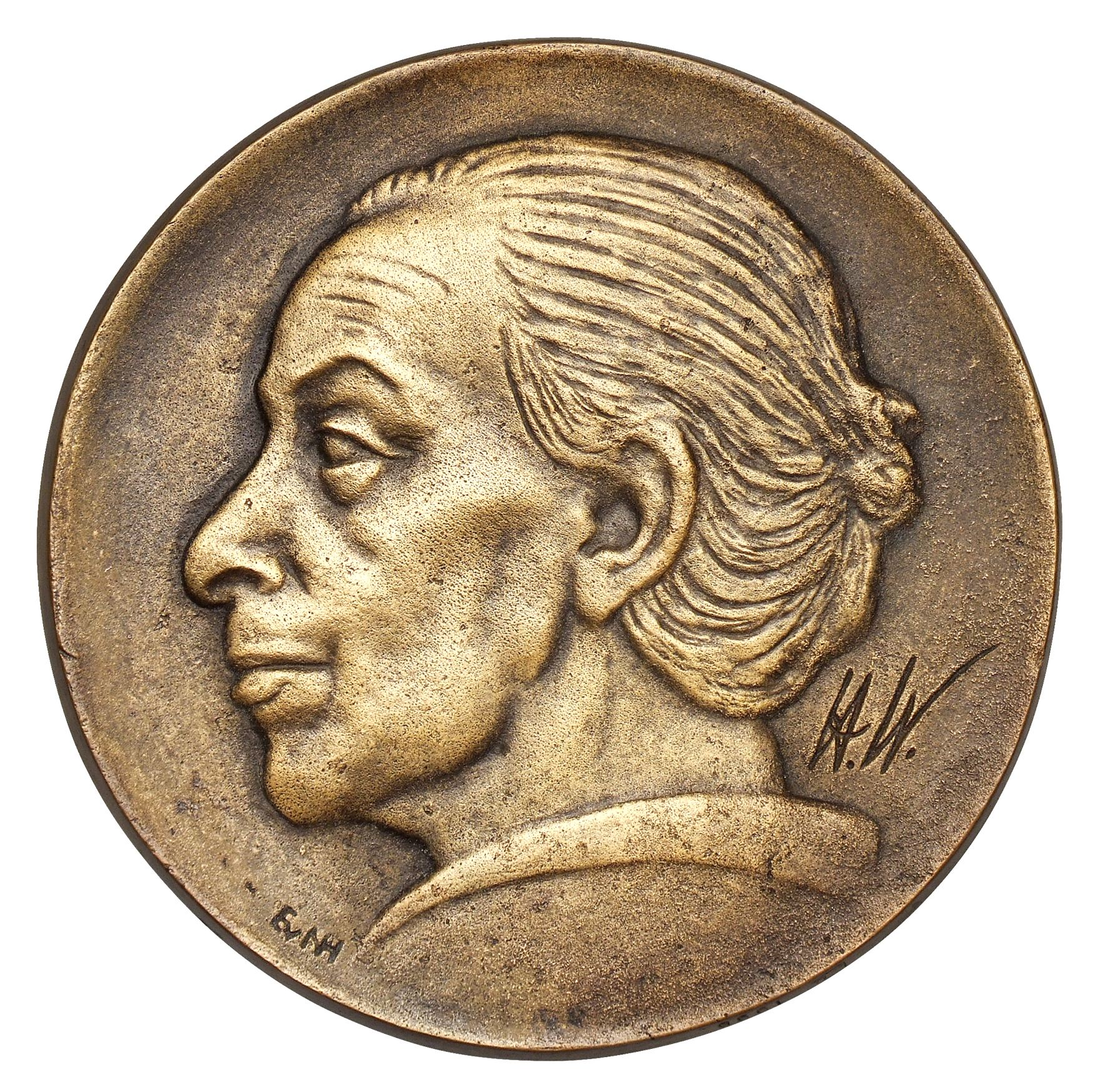
Medaille auf Helene Weigel von Evelyn Hartnick-Geismeier

Sabine Kebir hebt das leise Spiel Weigels als antitotalitären Kontrapunkt zur demagogischen Rede- und Schreitechnik der Politik der ersten Hälfte des vorigen Jahrhunderts Zeit hervor und hält fest, dass in der DDR Sprache und distanziertes Spiel Weigels den meisten Funktionären nicht ins Agitationskonzept passte. Dieter Wöhrle betont die Besonderheit von Weigels Stimme. Ihr erstes Merkmal sei in Berlin sicher der „Wiener Tonfall“ gewesen. Er zitiert Wolf Biermann, der das „‚Lob des Kommunismus‘ nur in der Stimme Helene Weigels hören können, die diesen Text ‚mit ihrem edlen Bühnen-Bayrisch zelebriert habe‘.“ Brechts Sympathie für bayrische oder österreichische Töne auf der Bühne ist bekannt. Die Bedeutung der Stimme war Helene Weigel durchaus bewusst. Im Gespräch mit Bunge gibt sie 1959 an, sie sei Schauspielerin geworden durch den tiefen Eindruck, den eine Rezitation hinterlassen habe, nicht durch das Theater selbst.
Manfred Wekwerth, der mit Helene Weigel Rollen wie die Volumnia im Coriolan und Frau Flinz von Helmut Baierl inszeniert hat, erinnert sich an Helene Weigel als Darstellerin mit hoher Akzeptanz für Hinweise und Kritik. Er schildert die Zusammenarbeit zwischen Brecht und Weigel auf den Proben jedoch als angespannt. Brecht habe Weigel teilweise „rigoros und gnadenlos“ kritisiert und besonders von ihr „sehr rasche schauspielerische Lösungen“ verlangt. Brecht habe dabei vor allem zwei Schwächen Weigels erfolgreich bekämpft, zunächst ihre Tendenz, die Redeweise von einer Rolle auf die andere zu übertragen, aber auch eine Neigung zur Sentimentalität und zum Weinen, privat und auf der Bühne.

## Darstellung Helene Weigels in der bildenden Kunst (Auswahl)
- Bert Heller: Bildnis Helene Weigel (1951, Öl auf Pappe, 74 × 56 cm, 1951; Galerie Neue Meister Dresden)[36]
- Arno Mohr: Helene Weigel (1971, Radierung)[37]
- Arno Mohr: Helene Weigel (1971, Tempera, 170 × 90 cm)[38]
- Otto Niemeyer-Holstein: Helene Weigel (um 1962, Öl, 80 × 52 cm)[39]
- Rudolf Schlichter: Porträt Helene Weigel (Öl auf Leinwand, 83,5 × 60 cm; Lenbachhaus München)
- Werner Sieloff: Helene Weigel als Mutter Courage und der Maler (1974, Öl, 135 × 82 cm)[40]

## Tonaufnahmen
- Weigel liest Brecht. Sony Music
- An die Nachgeborenen. Audiobook. 2 Cassetten. Der Ozeanflug. Die heilige Johanna der Schlachthöfe. Reden von Bertolt Brecht, Helene Weigel und Fritz Kortner, Dhv der Hörverlag 1997, ISBN 3-89584-277-X
- Bertolt Brecht: Dramen. 10 CDs. Der Audio Verlag Mai 2006, ISBN 3-89813-529-2

### Hörspiele
- 1932: Bertolt Brecht: Die heilige Johanna der Schlachthöfe (Frau Luckerniddle) – Regie: Alfred Braun (Funk-Stunde Berlin)
- 1953: Bertolt Brecht Die Gewehre der Frau Carrar (Frau Carrar) – Regie: Egon Monk (Berliner Rundfunk)
- 1954: Martinus Hayneccius: Hans Pfriem – Kühnheit zahlt sich aus (Erzählerin) – Regie: Käthe Rülicke (Hörspiel – Rundfunk der DDR)
- 1966: Bertolt Brecht: Das Verhör des Lukullus (Fischweib, Totenschöffe) – Regie: Kurt Veth (Hörspiel – Rundfunk der DDR)

## Film
- Abschied. Brechts letzter Sommer. Spielfilm, Deutschland, Polen, 90 Min., Regie: Jan Schütte, Drehbuch: Klaus Pohl, Musik: John Cale, Erstausstrahlung: ARD 1999, u. a. mit Josef Bierbichler als Bertolt Brecht, Monika Bleibtreu als Helene Weigel, Elfriede Irrall als Elisabeth Hauptmann, Jeanette Hain als Käthe Reichel
(Brechts letzte Tage in Buckow. Besuch von Wolfgang Harich, der Brecht für den Plan gewinnen will, Walter Ulbricht mit sowjetischer Unterstützung abzusetzen. Brecht ist vorsichtig und scheint sich mehr für Harichs frühere Frau Isot Kilian und die junge Schauspielerin Käthe Reichel zu interessieren. Weigel gelingt es mit großem Geschick, die unterschiedlichen Interessen auszugleichen.)
- Brecht (Film)

## Filmografie
- 1944: Das Siebte Kreuz (Film)
- 1957: Katzgraben (Theateraufzeichnung)
- 1957: Mutter Courage und ihre Kinder (Theateraufzeichnung)
- 1958: Die Mutter (Theateraufzeichnung)
- 1961: Mutter Courage und ihre Kinder (Theateraufzeichnung)
- 1966: Die Ermittlung (Theateraufzeichnung)
- 1970: Aus unserer Zeit (Sprecherin in Episode 1)

## Theater
- 1927: Molière: George Dandin (Claudine, Dienstmädchen) – Regie: Ilja Motylew (Theater am Schiffbauerdamm)
- 1949: Bertolt Brecht: Mutter Courage und ihre Kinder (Mutter Courage) – Regie: Erich Engel/Bertolt Brecht (Berliner Ensemble im Deutschen Theater Berlin)
- 1950: Bertolt Brecht: Die Mutter (Pelagewa Wlassowa) – Regie: Bertolt Brecht (Berliner Ensemble im Deutschen Theater Berlin)
- 1953: Erwin Strittmatter: Katzgraben (Großbäuerin) – Regie: Bertolt Brecht (Berliner Ensemble)
- 1953: Bertolt Brecht: Die Gewehre der Frau Carrar (Frau Carrar) – Regie: Egon Monk  (Berliner Ensemble im Deutschen Theater Berlin - Kammerspiele)
- 1955: Alexander Ostrowski: Die Ziehtochter (Wassilissa) – Regie: Angelika Hurwicz (Berliner Ensemble)
- 1957: Bertolt Brecht: Furcht und Elend des Dritten Reiches (Sprecherin) – Regie: Lothar Bellag/Käthe Rülicke/Konrad Swinarski/Carl M. Weber/Peter Palitzsch (Berliner Ensemble)
- 1961: Helmut Baierl: Frau Flinz (Frau Flinz) – Regie: Manfred Wekwerth/Peter Palitzsch (Berliner Ensemble)
- 1963: Bertolt Brecht: Der Messingkauf (Brechtabend Nr. 3) – Regie: Kollektiv (Berliner Ensemble)
- 1964: Bertolt Brecht nach William Shakespeare: Coriolan – Regie: Manfred Wekwerth/Joachim Tenschert (Berliner Ensemble)
- 1969: Bertolt Brecht: Das Manifest (Brechtabend Nr. 5) – Regie: Klaus Erforth/Alexander Stillmark (Berliner Ensemble)